# Vergennes (Vermont)
Vergennes és l'única ciutat del Comtat d'Addison a l'estat de Vermont dels Estats Units d'Amèrica.

## Demografia
Segons el cens dels Estats Units del 2000 Vergennes tenia 2.741 habitants, 979 habitatges, i 632 famílies. La densitat de població era de 441 habitants per km².
Dels 979 habitatges en un 34,3% hi vivien nens de menys de 18 anys, en un 48,8% hi vivien parelles casades, en un 11,6% dones solteres, i en un 35,4% no eren unitats familiars. En el 28,2% dels habitatges hi vivien persones soles el 12,5% de les quals corresponia a persones de 65 anys o més que vivien soles. El nombre mitjà de persones vivint en cada habitatge era de 2,47 i el nombre mitjà de persones que vivien en cada família era de 3,02.
Per edats la població es repartia de la següent manera: un 28,4% tenia menys de 18 anys, un 13,1% entre 18 i 24, un 27,8% entre 25 i 44, un 19,3% de 45 a 60 i un 11,3% 65 anys o més.
L'edat mediana era de 33 anys. Per cada 100 dones de 18 o més anys hi havia 93,8 homes.
La renda mediana per habitatge era de 37.763 $ i la renda mediana per família de 48.155 $. Els homes tenien una renda mediana de 33.669 $ mentre que les dones 20.527 $. La renda per capita de la població era de 15.465 $. Entorn del 8,1% de les famílies i el 17% de la població estaven per davall del llindar de pobresa.

## Poblacions properes
El següent diagrama mostra les poblacions més properes.